# Россошка (Воронежская область)
Россошка — хутор в Хохольском районе Воронежской области.
Входит в состав Костёнского сельского поселения.

## География
На хуторе имеются две улицы — Матросова и Подгорная.

## Население
| 2010 |
| ---- |
| 40   |